# Elisabeth Volkenrath
Compléments
Inculpée, jugée, condamnée à mort et pendue à Hameln par le bourreau Albert Pierrepoint.
Elisabeth Volkenrath, née Mühlau le 5 septembre 1919 à Schönau an der Katzbach (aujourd’hui Świerzawa), en Silésie, et pendue le 13 décembre 1945 à Hameln, en Basse-Saxe, est une Oberaufseherin (gardienne-chef), responsable SS dans différents camps de concentration nazis durant la Seconde Guerre mondiale.

## Biographie
Elisabeth Volkenrath (née Mühlau) est née le 5 septembre 1919 à Schönau an der Katzbach (aujourd’hui Świerzawa), en Silésie.
Anciennement coiffeuse, Volkenrath est formée sous la responsabilité de Johanna Langefeld au camp de concentration de Ravensbrück pendant l'année 1941. Elle est affectée en octobre 1942 à Auschwitz-Birkenau comme Aufseherin avec sa sœur Gertrud Weininger-Mühland. Toutes deux sont promues au grade de Rapportführerin (chef de rapport). 
En novembre 1944, elle est promue Oberaufseherin (surveillante-chef) et supervise trois pendaisons. À Auschwitz, elle rencontre le SS-Rottenführer Heinz Volkenrath, qui y travaille depuis 1941 en tant que SS-Blockführer. Ils se sont mariés en 1943.
Le commandement du camp des femmes, qui est séparé de celui des hommes par la voie de chemin de fer, est assuré tour à tour par Johanna Langefeld, Maria Mandel et Elisabeth Volkenrath. 
Elle travaille[Quand ?] au camp de Bergen-Belsen comme gardienne en chef.
Elle est arrêtée lors de la libération du camp, le 15 avril 1945, par l'Armée britannique et est comme les autres gardiens, forcée à enterrer les corps des détenus morts du typhus dans des fosses.

### Procès
Jugée au procès de Belsen, avec 44 autres responsables du camp de Bergen-Belsen, entre le 17 septembre et le 17 novembre 1945 à Lunebourg (no 7 des accusés), Elisabeth Volkenrath est accusée de mauvais traitements sur les détenues, d’avoir participé aux sélections pour les chambres à gaz, d’avoir empêché les détenus de se nourrir et d’avoir tué une femme qui venait lui demander du travail en la poussant dans des escaliers. Elle nie avoir la connaissance des chambres à gaz, avoir tué cette femme et d’avoir empêché les détenus de manger, mais affirme leur avoir « seulement repris de la nourriture s'ils en avaient trop ». Elle est déclarée coupable et condamnée à mort par la justice militaire britannique et pendue à la prison de Hamelin le 13 décembre suivant, par le bourreau britannique Albert Pierrepoint.
Ce jour-là, 3 femmes (dont Irma Grese et Juana Bormann) et 10 hommes sont pendus à 30 minutes d'intervalle, les hommes par paires, les femmes individuellement.

## Autres criminelles exécutées à l'ouest
- Vera Salvequart : 26 juin 1947 ;
- Greta Bösel : 2 mai 1947 ;
- Dorothea Binz : 2 mai 1947 ;
- Irma Grese : 13 décembre 1945 ;
- Juana Bormann : 13 décembre 1945.